# Триглав мишничен мускул
Триглавият мишничен мускул (Musculus triceps brachii), известен повече като трицепс, принадлежи към задната група мускули на мишницата. Разположен е по задната повърхност на мишничната кост и осъществява разгъване в ставите, поради което се нарича още „разгъвач“.
Трицепсът се състои от 3 глави:
- Дълга глава (Caput longum) – мускулните ѝ снопчета започват чрез сухожилие от грапавостта, намираща се под ставната ямка на лопатката. Тя е най-дълга, но и с най-малък диаметър. Тя е единствената глава, която може да извършва движение в две стави: раменната и лакътната.
- Латерална глава (Caput laterale) – мускулните ѝ снопчетата започват от задната повърхност на мишничната кост, но проксимално (по-близко до тялото) от браздата на Sulcus nervi radialis.
- Медиална глава (Caput mediale) – покрита е от останалите две глави и има за начало почти цялата задна повърхност на раменната кост – дистално (по-отдалечено от тялото) от браздата на Sulcus nervi radialis

Тялото, което образуват трите глави, се залавя чрез широко сухожилие за лакътния израстък на лакътната кост. При съкращение мускулът разгъва предмишницата в лакътната става, а също действува посредством дългата си глава и в раменната става, като привежда и разгъва мишницата.